# Eddie Cantor
Pour les articles homonymes, voir Cantor.
 (janvier 2020).
Si vous disposez d'ouvrages ou d'articles de référence ou si vous connaissez des sites web de qualité traitant du thème abordé ici, merci de compléter l'article en donnant les références utiles à sa vérifiabilité et en les liant à la section « Notes et références ».
Eddie Cantor, né le 31 janvier 1892 à New York et mort le 10 octobre 1964 à Beverly Hills, est un acteur, scénariste, producteur et compositeur américain.

## Biographie
Cantor est né à New York, fils d'immigrants juifs russes, Meta et Mechel Iskowitz. (Sa date de naissance précise est sujette à caution, on trouve cependant 31 janvier 1892). Sa mère est morte après un accouchement difficile, un an après sa naissance, et son père est mort d'une pneumonie quand Eddie n'avait que deux ans, le laissant orphelin élevé par sa grand-mère maternelle bien-aimée, Esther Kantrowitz. Un malentendu lors de la signature de son petit-fils à l'école lui a donné son nom de famille de Kantrowitz. Esther est morte le 29 janvier 1917, deux jours avant qu'il ne signe un contrat à long terme avec Florenz Ziegfeld pour apparaître dans ses Folies.
Il adopte le prénom « Eddie » quand il rencontre sa future épouse Ida Tobias en 1913, car elle estime que « Izzy » n'est pas un bon surnom pour un acteur. Cantor épouse Ida en 1914. Ils ont cinq filles, Marjorie, Natalie (qui épouse Robert Clary), Edna, Marilyn et Janet.
Il est le deuxième président de la Screen Actors Guild, de 1933 à 1935. Il a trouvé le nom « March of Dimes » pour les campagnes de don de la Fondation nationale pour la paralysie infantile, qui a été organisée pour lutter contre la poliomyélite. Il commença la toute première campagne sur sa propre émission de radio en janvier 1938, demandant aux gens de poster un centime à la plus célèbre victime de la polio supposé de la nation, le président Franklin D. Roosevelt. D'autres artistes se sont joints à l'appel par l'intermédiaire de leurs propres émissions, et la salle du courrier de la Maison Blanche a été inondée de 2 680 000 pièces de dix cents.
Après la mort de leur fille Marjorie à l'âge de 44 ans, la santé d'Eddie et d'Ida a diminué rapidement. Ida est décédée en août 1962 d'insuffisance cardiaque. Le 10 octobre 1964 à Beverly Hills, en Californie, Eddie Cantor subit une autre attaque cardiaque et meurt, à l'âge de 72 ans. Il a été enterré à Hillside Memorial Park Cimetière. Cantor a reçu un Academy Award d'honneur de l'année de sa mort pour services distingués à l'industrie cinématographique.

## Filmographie

### comme acteur
- 1926 : Kid Boots de Frank Tuttle : Samuel (Kid) Boots
- 1927 : L'As des PTT (en) (Special Delivery) de Fatty Arbuckle : Eddie, The Mail Carrier
- 1929 : A Ziegfeld Midnight Frolic de Joseph Santley
- 1930 : Getting A Ticket (court métrage) de Mort Blumenstock[1]
- 1930 : Insurance de Mort Blumenstock : Sidney B. Zwieback
- 1930 : Whoopee! d'Eddie Cantor : Henry Williams
- 1931 : Palmy Days d'A. Edward Sutherland : Eddie Simpson
- 1932 : Kid d'Espagne (The Kid from Spain) de Leo McCarey : Eddie Williams / Don Sebastian II
- 1933 : Scandales romains (Roman Scandals) de Frank Tuttle : Eddie - 'Oedipus'
- 1934 : Kid Millions de Roy Del Ruth : Edward Grant 'Eddie' Wilson Jr.
- 1936 : Strike Me Pink : Eddie Pink
- 1937 : Ali Baba Goes to Town de David Butler : Ali Baba / Aloysius 'Al' Babson
- 1940 : Forty Little Mothers de Busby Berkeley : Gilbert Jordan Thompson
- 1943 : Remerciez votre bonne étoile (Thank your lucky stars) de David Butler : Lui-même / Joe Simpson
- 1944 : Quatre du music-hall (en) (Show Business) d'Edwin L. Marin : Eddie Martin
- 1944 : Hollywood Canteen de Delmer Daves : Cameo
- 1946 : American Creed de Robert Stevenson
- 1947 : Meet Mr. Mischief d'Edward Bernds : Face on Station Program Poster
- 1948 : If You Knew Susie (en) de Gordon Douglas : Sam Parker
- 1952 : The Story of Will Rogers de Michael Curtiz
- 1955 : The Eddie Cantor Comedy Theater (en) (série TV) : Host / Occasional Lead Player (1955)

### comme Scénariste
- 1948 : If You Knew Susie (en)
- 1931 : Mr. Lemon of Orange
- 1931 : Palmy Days
- 1946 : Ziegfeld Follies

### comme Producteur
- 1944 : Quatre du music-hall (en)